# Пропилеи
Пропилеи (преддверие на старогръцки: πρόπυλον, propylaion, προπύλαια, Propyläen; Propylon) е параден вход, оформен с портик и колонада, разположен симетрично около оста на движение. Строи се пред входовете на гръцки светилища и по-късно – на обществени сгради.

## Атина
В Древна Атина Мнезикъл проектира и построява Пропилеите – монументалния вход на Акропола – през 437 пр.н.е. – 432 пр.н.е..
През византийско време те служат като дворец на фамилията дьо ла Рош, която носи титлата „Херцог на Атина“ от 1204 до 1311 г.
През 1656 г. Пропилеите са сериозно повредени след експлозията на барутен склад. През франкското и османското време в южното крило е построена една кула, която е премахната през 1874 г.
От 1984 г. Пропилеите са обект на старателна реставрация и обезопасяване.

## Германия
В Германия през 1848 г. абдикиралият крал Лудвиг I нарежда от частни средства построяването на Пропилеи в Мюнхен в памет на гръцките борци за свобода, чрез архитекта Лео фон Кленце от 1854 до 1862 г.
Бранденбургската врата също се основава на атинските Пропилеи.